# Anna Borgström
Anna Borgström, är en svensk uppfinnare som framför allt är känd för sitt arbete med en ny form av nedkylning av datorer.
Patenten för tekniken söktes tillsammans med kollegan Roderick Barrett på företaget Aureola Swedish Engineering AB. Tekniken bygger på att det vid ett varmt objekt finns lager av varm luft. Istället för att leda bort alla lager så fokuserar man på det innersta lagret, vilket enligt Borgström, ger en upp till 9 gånger bättre nedkylning. För tekniken har Borgström vunnit ett flertal priser, bland annat SKAPA Stipendiet, Miljöinnovation 2005 och Venture Cup.